# Cosme Algarra y Hurtado
Cosme Algarra y Hurtado (Caudete, 1817-Madrid, 1898) fue un pintor y dibujante español del siglo XIX.

## Biografía
Nació el 15 de septiembre de 1817. Pintor de historia y paisista, era natural de la entonces murciana localidad de Caudete, que más tarde pasó a la provincia de Albacete. Cosme era el mayor de los hermanos y mostró afición por la pintura. Fue discípulo de José Aparicio, con quien aprendió sus primeras nociones de arte, y ya en la Exposición de la Academia de San Fernando de 1840 presentó dos retratos.

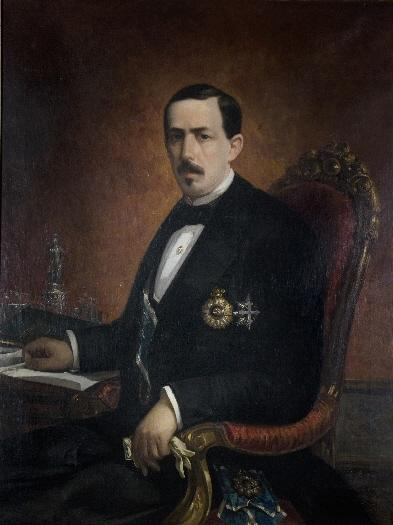
Retrato de Manuel Ruiz Zorrilla realizado por Algarra en 1869.

Más adelante marchó a París para ampliar conocimientos, pero los sucesos de 2 de diciembre de 1851 le obligaron a partir a Inglaterra, en cuya capital viviría seis años y donde se dedicaría a la acuarela. Realizó pintura de subsistencia, al no haber pensiones disponibles, realizando decoraciones, en clase de oficial, para uno de los teatros de Londres. Asistió a una academia de M. Lee. Más adelante le fueron encomendadas obras como un cuadro para el barón Beyle, que representaba unos Soldados de Cromwell leyendo la Biblia, que habría tenido una buena recepción.
Volvió a España, según Ossorio y Bernard, para ver morir a su padre. En 1857 hizo oposición a la plaza de profesor de dibujo de la Escuela de Minas, logrando ocupar el segundo lugar de la terna entre veintitrés opositores. En la Exposición Nacional de Bellas Artes de Madrid de 1858 presentó Una mujer dormida y Un retrato al óleo, además de cuatro países a la aguada, obteniendo una medalla de tercera clase. En la de 1862 presentó tres países, por los que se le concedió una mención honorífica, consiguiendo que el rey le comprase uno y le encargase otro. En la Exposición de 1864 presentó un retrato y varias acuarelas, con mención honorífica, distinción que volvió a alcanzar en la de 1866, en la que figuraron suyos un paisaje al óleo y dos a la aguada.
Aunque ganó reputación por sus acuarelas, trabajó otras técnicas, dibujando también varias láminas para La conquista de Méjico de Escosura, y publicaciones periódicas como Los Sucesos, entre otras.
El Museo del Prado conserva una pintura y en su Gabinete de Dibujos, Estampas y Fotografías guarda dos acuarelas. Otra pintura pasó a formar parte de la colección del Museo Provincial de Valencia, dos paisajes de la del conde de Guaqui y varios cuadritos de género fueron adquiridos por el señor Lasala. Más adelante realizó otras obras como Un crucifijo que pintó para la iglesia del barrio de Salamanca, Un retrato de D. Manuel Ruiz Zorrilla y Un país con lavanderas, que facilitó en 1879 al Ateneo de Madrid para una rifa en favor de los inundados en las provincias del Levante. Desde 1868 hasta su disolución en 1872 fue director del Museo de la Trinidad. En la década de 1880 se dedicó a empresas industriales e inventos de aparatos aplicados a explotaciones agrícolas. Falleció en Madrid el 19 de mayo de 1898.

## Referencias

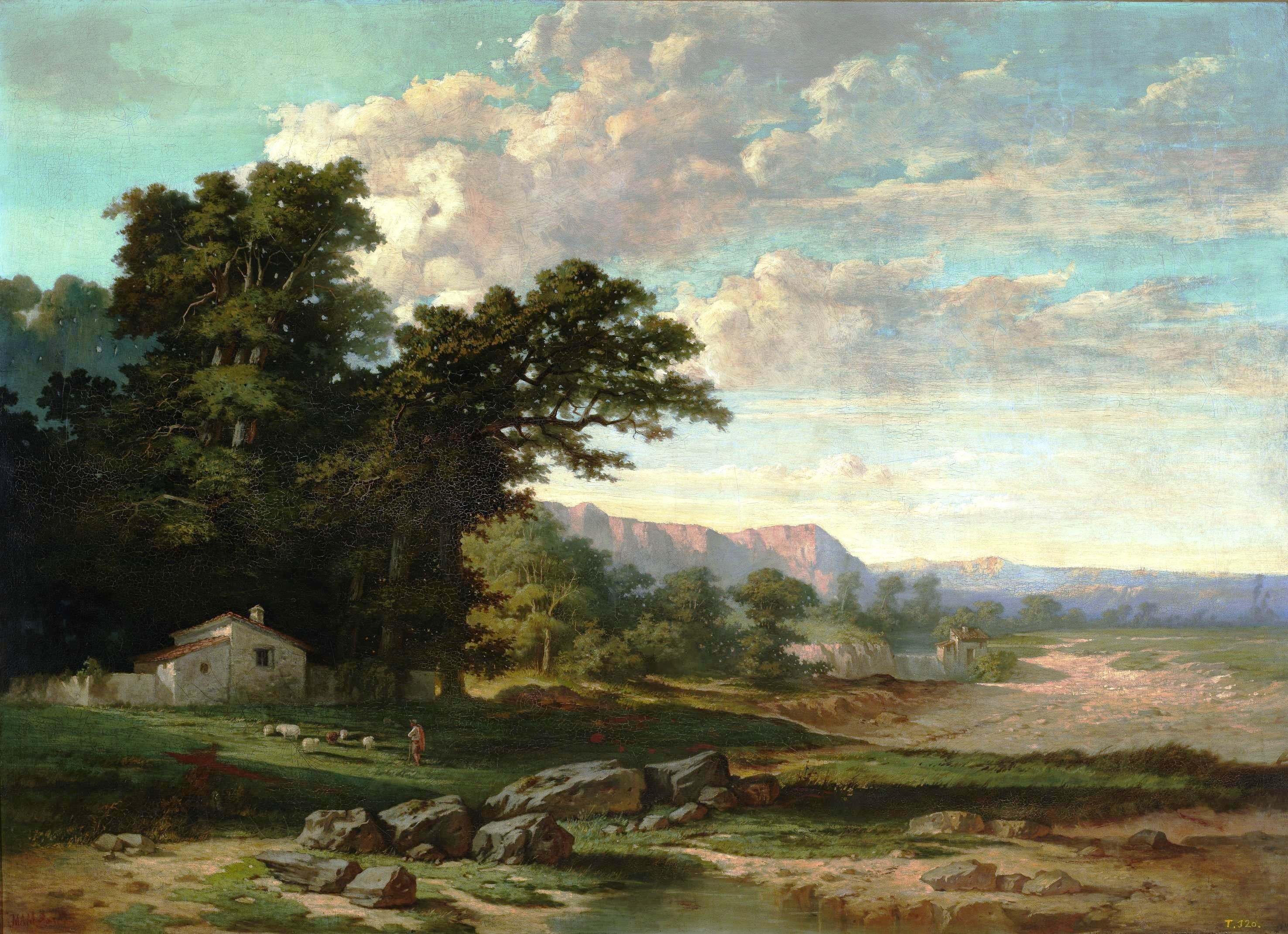
Paisaje (Museo del Prado)